# Josef Wilhelm Brandner
Josef Wilhelm Brandner (Hohenberg, 1 de setembro de 1915 - Viena, 6 de junho de 1996) foi um oficial alemão que serviu durante a Segunda Guerra Mundial. Foi condecorado com a Cruz de Cavaleiro da Cruz de Ferro.

## Carreira

### Patentes
Major

### Condecorações
| Cruz de Ferro 2ª Classe                |
| Cruz de Ferro 1ª Classe                |
| Folhas de Carvalho 26 de abril de 1945 |